# 三栄薬品
三栄薬品株式会社（さんえいやくひん）は、かつて存在した医薬品・衛生材料・化粧品の卸売を中心とする日本の企業である。現在はバイタルネットである。医薬品の卸売手。

## 概要
- 本社は新潟県上越市大字上島字上川原457-1
  - 代表取締役社長　高橋敏郎
  - 資本金　3,000万円
  - 従業員　207名

## 大株主
- 高橋敏郎16.76％
- サンエス15.00％
- 小村隆司6.67％
- 高橋睦美6.31％
- 高橋司郎6.05％

## 沿革
- 1870年（明治3年） - 新潟県上越市にて創業
- 1950年（昭和25年）3月 - 「株式会社高橋商店」と商号変更
- 1964年（昭和39年）10月 - 「株式会社高橋商店」「株式会社五十嵐商店」「株式会社小村商店」の医薬品卸部門が合併「三栄薬品株式会社」と商号変更
- 2001年1月1日 - 新潟県新潟市の株式会社ニチエー、宮城県仙台市のサンエス株式会社と合併し、株式会社バイタルネットに商号変更。

## 営業所
- 新潟市・長岡市・上越市・三条市・長野市・新発田市・柏崎市

## 主な取引メーカー
- 武田薬品工業
- 萬有製薬
- 中外製薬